# وآو، پاپوآ گینه نو
وآو (به لاتین: Wau) یک شهرک در پاپوآ گینه نو است که در استان موروبه واقع شده‌است. وآو ۵٬۰۰۰ نفر جمعیت دارد و ۱٬۰۸۰ متر بالاتر از سطح دریا واقع شده‌است.